# 신현용
신현용(1986년 9월 19일 ~ )은 대한민국의 배우이다.